# Zentralfriedhof (Sanok)

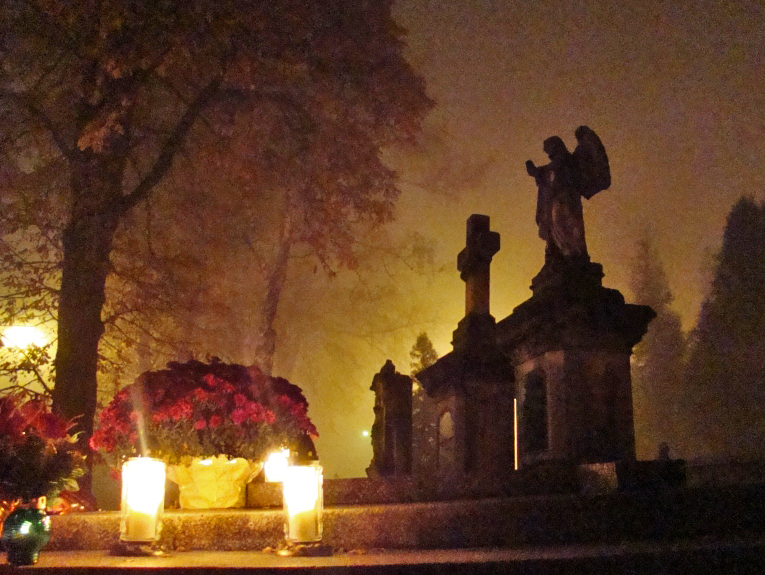
Sanoks Zentralfriedhof zu Allerheiligen

Der Zentralfriedhof Sanok (polnisch: Centralny Cmentarz Komunalny w Sanoku) ist der größte kommunale Begräbnisplatz der polnischen Stadt Sanok, der 1894 vom Architekten Władysław Beksiński erbaut wurde.
Der Zentralfriedhof an der damaligen Tatraer Reichsstraße  ersetzte den alten Friedhof an der Vorstadtstraße, heute ulica Rymanowska. Der Zentralfriedhof befindet sich westlich der Innenstadt unter dem Glinice-Hügel und ist neun Hektar groß.

## Geschichte
Bereits im Jahr 1790 wurde in der Vorstadt der Friedhof auf der Matejki-Straße wegverlegt, der im Jahr 1857 erweitert wurde. Der älteste, römisch-katholische Pfarrfriedhof lag hinter der Kirche Sankt Michael im zentralen Stadtteil Sanok, der 1784 aufgelassen wurde.  1895 wurde daher in unmittelbarer Nachbarschaft zum Alten Friedhof ein neuer Friedhof eingeweiht.  Ein Teil der Gräber ist das Werk bekannter Architekten, u. a. Schimsers, Kobers, Julian Markowski, Ludwik Tyrowicz, und auch Bildhauern wie Stanisław Piątkiewicz, Wojciech Wojtowicz, Józef Aszklar und anderen.
Auf dem Friedhof gibt es Begräbnisse der Teilnehmer am Novemberaufstand, Januaraufstand, gefallener Soldaten des Ersten Weltkriegs, der Mitglieder der Polnischen Legionen und Teilnehmer des Zweiten Weltkriegs, darunter Soldaten des Septembers 1939, Opfer der Hitler-Verbrechen, russischer Soldaten aus der Zeit der Besetzung Sanoks 1944. Nach 1945 wurden viele Gräber und Denkmale zerstört.
2010 wurde ein „Komitee zur Betreuung der Friedhöfe“ gegründet, das Geld sammelte zur Renovierung von Grabmälern von historischem Wert, zum Beispiel gelegentlich einer jährlichen Opfergabe.

## Gräber von bekannten Verstorbenen
- Adam Dembicki von Wrocien, ein österreichisch-ungarischer Feldmarschallleutnant
- Zdzisław Beksiński, ein polnischer Maler, Bildhauer, Grafiker

## Bildergalerie

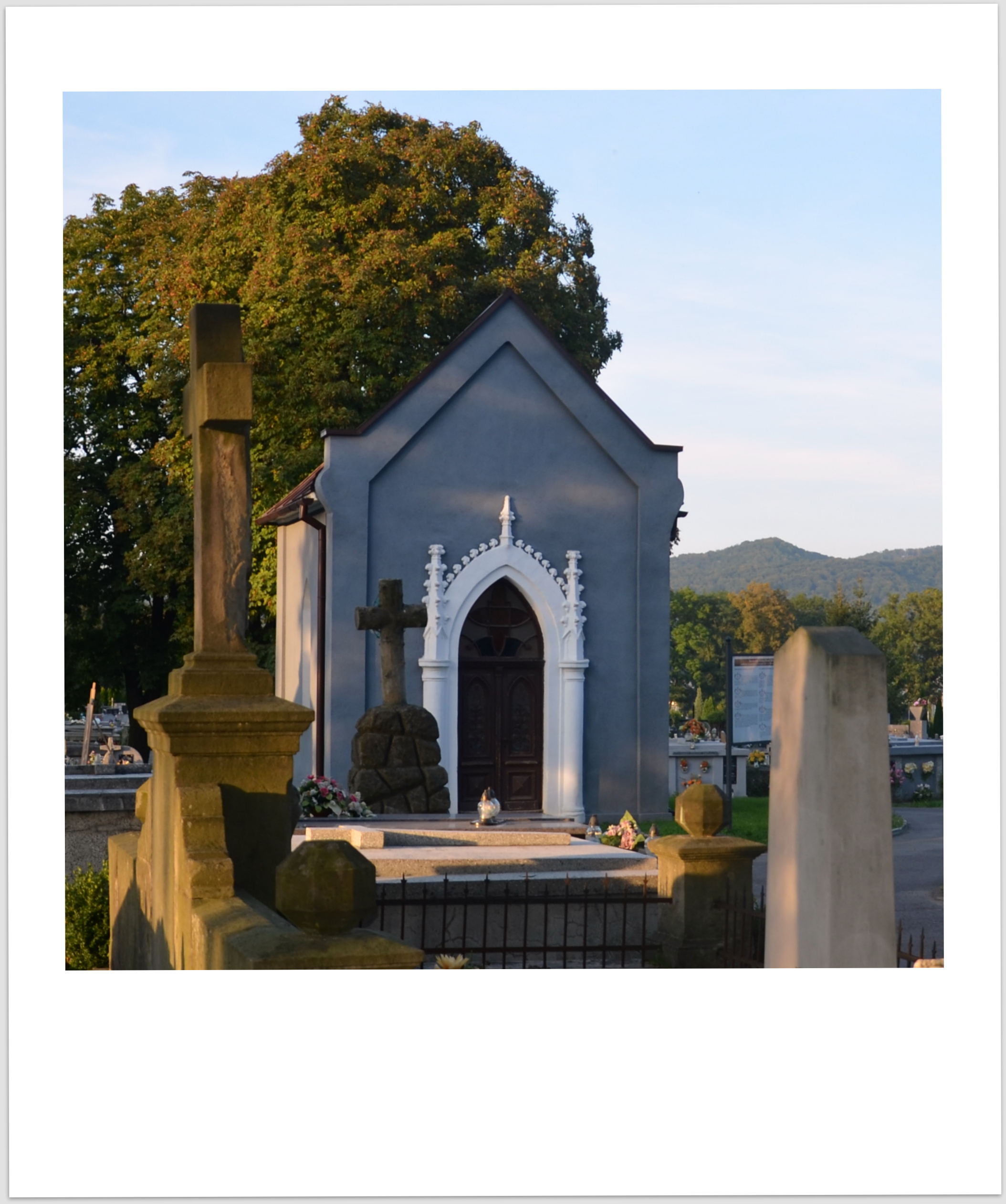
Alte Friedhofskapelle
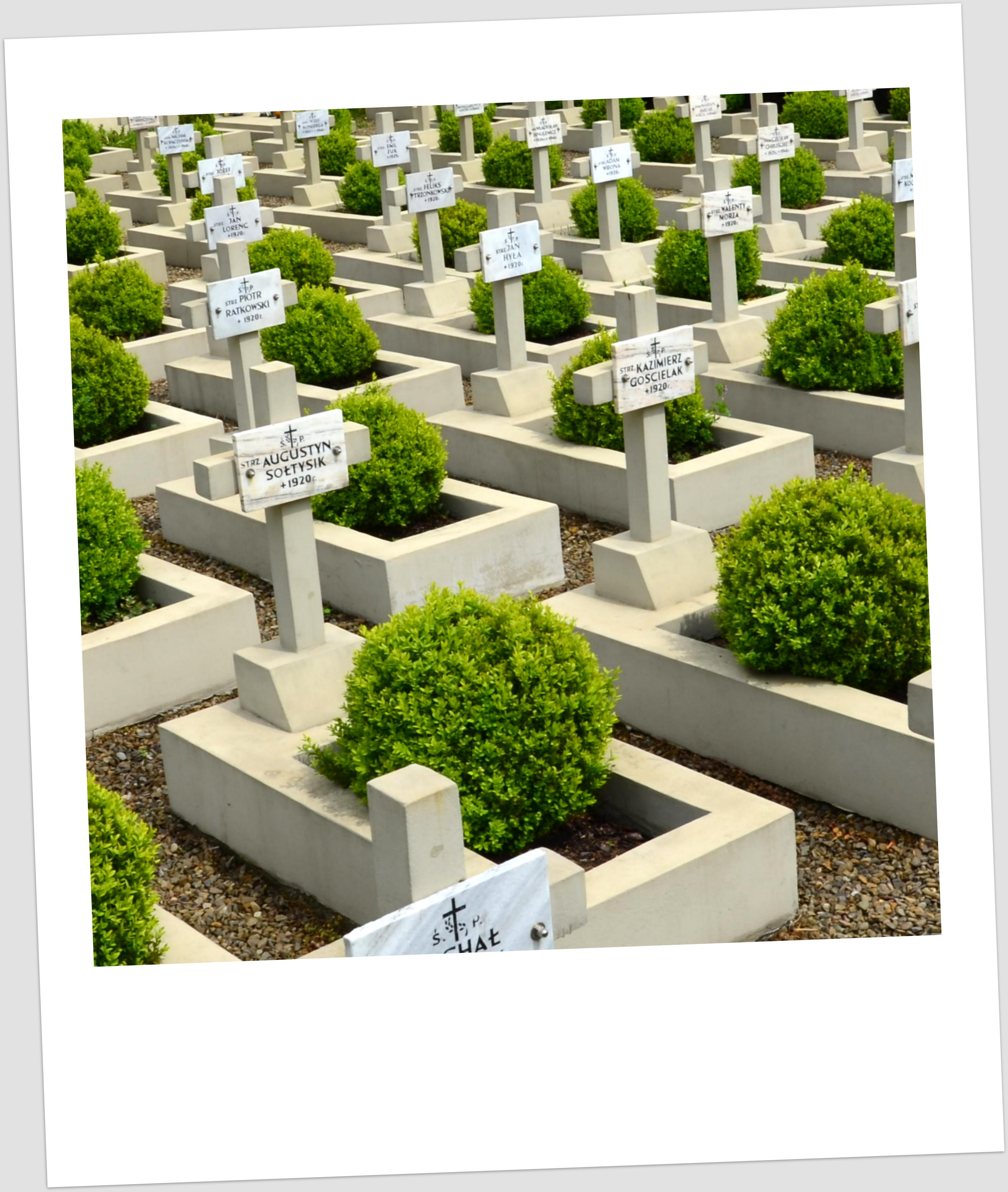
Grabanlage für Opfer des Russisch-Polnischen Krieges 1919–1920
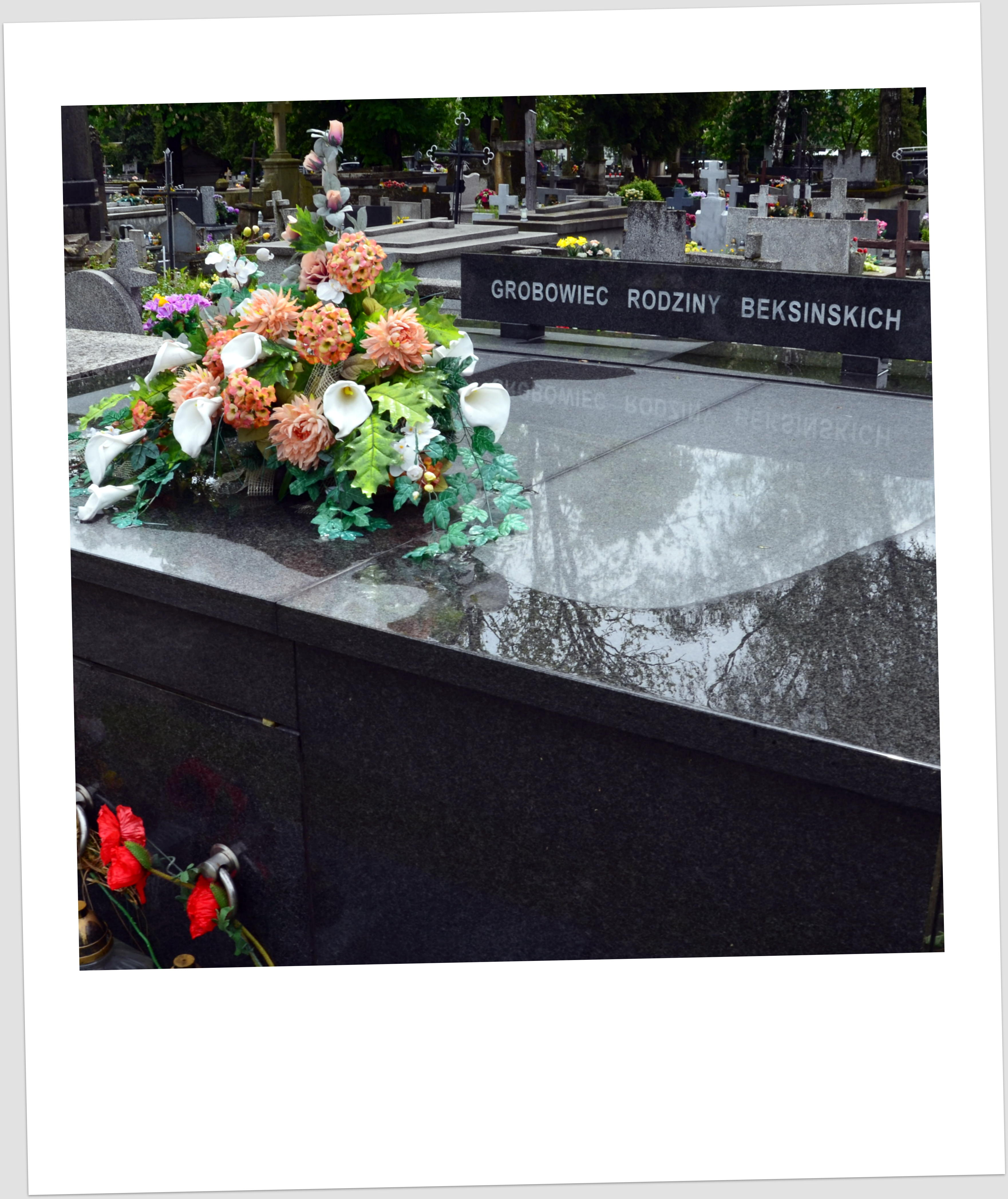
Grab der Familie Beksinski
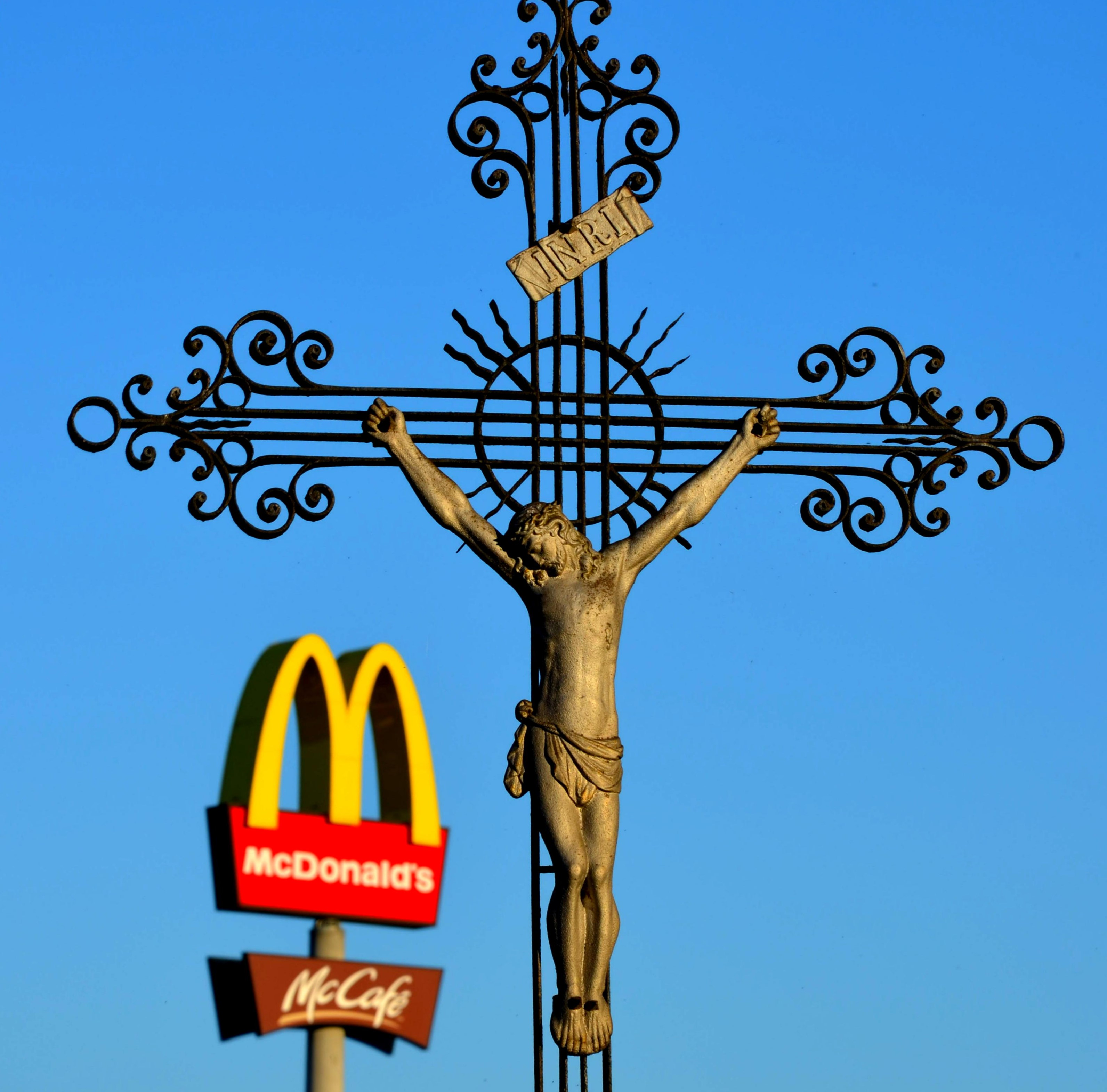
Kreuz am Friedhof